# Вильменрод, Клеменс
Кле́менс Ви́льменрод (нем. Clemens Wilmenrod, настоящее имя Карл Клеменс Хан (нем. Carl Clemens Hahn); 24 июля 1906, Оберцойцхайм — 12 апреля 1967, Мюнхен) — немецкий актёр и популярный телеведущий. Не имея кулинарного образования, в 1953 году стал первым ведущим кулинарных передач на немецком телевидении. Считается изобретателем гавайского тоста, популярного в Германии рецепта мяса по-арабски и фаршированной миндалём клубники. Способствовал популяризации румтопфа в Южной и Западной Германии и признания в Германии индейки в качестве рождественского блюда.

## Биография
Карл Клеменс Хан обучался в консерватории Лимбурга по классу фортепиано, потом обучался актёрскому мастерству у Луизы Дюмон в Дюссельдорфе. Без особого успеха работал в Штендале, Висбадене, а с 1939 года в театре комедии в Дрездене. В 1945 году был призван в армию, служил в мотопехоте и получил ранение в ухо. Написал мемуары о своей военной службе в вермахте, но не нашёл средств на их публикацию. В 1950 году получил место в Гессенском государственном театре в Висбадене. В том же году женился на дочери мясника, в 1951 году семья переехала в Любек. Повздорив с директором любекского театра, Хан перешёл на работу в Театр малой комедии в Гамбурге. Работал на озвучивании фильмов и сыграл две эпизодические роди в кино. 20 февраля 1953 года, взяв себе псевдоним в честь своей малой родины, дебютировал на пару с женой на телевидении в 15-минутных кулинарных передачах «Через 10 минут просим к столу», где непосредственно в телевизионной студии готовил придуманные им самим блюда с помощью скороварки марки Heinzelkoch. В 1953—1964 годах было показано 185 выпусков.
В послевоенной Германии Вильменрод не стеснялся использовать консервированные овощи, готовые соусы и кетчуп. В его рецептах нашло отражение желание немцев того времени повидать мир и экзотические страны. Свои рецепты он сопровождал выдуманными историями в стиле Мюнхгаузена. Вильменрод также запомнился вычурными названиями для весьма прозаических блюд: блюдо из мясного фарша стало экзотическим «мясом арабских конников», панированный шницель носил помпезное имя «венецианское рождественское пиршество», а ещё были представлены «курочка от римского папы», «луковый суп Рене», «фламбированный чёрный банан» и «колбаски с устрицами». Вильменрод успешно публиковал свои кулинарные книги.
По современным меркам кулинарное мастерство Вильменрода не выдерживает никакой критики, тем не менее, в своё время передачи телевизионного повара заставляли опустеть улицы немецких городов и пользовались невероятной популярностью. Если Вильменрод накануне представил свой рецепт приготовления трески, то в течение нескольких дней в рыбных магазинах Германии трески было не сыскать. Вильменрод стал одним из первых, кто своим ярким телевизионным имиджем и необычайной популярностью привлёк пристальное внимание рекламщиков и на платной основе пропагандировал кухонную технику и рекламировал продукты питания. Для рекламы одного из производителей алкогольной продукции он взялся пропагандировать румтопф. Договор рекламы рыбных консервов с портретом именитого повара Вильменрода без ведома его телевизионного начальства вылился в громкий скандал, подробно освещавшийся в прессе и в конечном счёте заставивший Вильменрода покинуть телеэкраны.
В возрасте 60 лет Вильменрод находился на лечении от рака желудка в одной из мюнхенской клиник, где покончил жизнь самоубийством застрелившись, не оставив прощальной записки. Похоронен в родном Вильменроде.

## Сочинения
- Es liegt mir auf der Zunge. Hoffmann & Campe, Hamburg 1954.
- Clemens Wilmenrod bittet zu Tisch. Hoffmann & Campe, Hamburg 1956.
- Wie in Abrahams Schoß. Brevier für Weltenbummler und Feinschmecker. Hoffmann & Campe, Hamburg 1958.
- Französische Küche. Verlag Vollmer, Wiesbaden 1963.
- Im Fernsehen gekocht. Hundertundein Rezept von Clemens Wilmenrod. Hoffmann & Campe, Hamburg 1963.